# En el bar-restaurant 'Lo que nunca se supo'
En el bar-restaurant 'Lo que nunca se supo' es un álbum recopilatorio de la banda chilena Los Jaivas, editado en 2000, que incluye las cuecas más importantes que aparecieron a lo largo de su historia discográfica.
El nombre del disco se debe a un restorán que existió en el barrio El Almendral de Valparaíso, cerca de la avenida Argentina, durante las décadas de 1950 y 1960. Este lugar servía de refugio a los intelectuales y músicos de la noche porteña, quienes en la madrugada remataban ahí comiendo patas de chancho y bebiendo vino.

## Historia
La cueca ha aparecido como estímulo musical importante en la música de Los Jaivas desde sus inicios como banda formal. Así lo atestigua, por ejemplo, una "Cuequita", grabada en 1970 y aparecida por primera vez en el quinto CD de la colección La vorágine, editada en 2004. Los Jaivas, sin embargo, han adaptado el ritmo de la cueca a su estilo particular, renovándola y transformándola, agregando instrumentos andinos y electrónicos, según conveniencia, y de esto han nacido canciones que no siguen los cánones tradicionales de la cueca, pero que técnicamente sí tienen sus ritmos. Se trata de temas como "La quebrá del ají", con el tradicional ritmo de cueca; "La conquistada", que podría considerarse una cueca en clave de rock progresivo o, más extrañamente aún, "El gavilán", un arreglo extremadamente roquero de una clásica canción de Violeta Parra.
Esta compilación, entonces, se gesta durante toda la carrera de Los Jaivas. La iniciativa, sin embargo, nace al azar, según lo cuenta el teclista Eduardo Parra en una entrevista en 2000:

Los ejecutivos de Sony estaban con muchas ganas de sacar algo como un homenaje a las fiestas patrias. Se trataba de un disco de cuecas, pero tenía que ser inusitado, fuera de lo común. El problema era que no les estaba resultando porque su proyecto se topaba con el ocupado calendario de sus artistas, justo a los que ellos iban a proponer la fórmula. '¿Quién podrá ser ese grupo, entonces?', se seguían preguntando. Y, daba la casualidad de que en ese momento se hacían esas preguntas exactamente delante de Claudio que intrigado los cuestionó por el proyecto y luego de enterarse le respondió: 'Pero si ese disco lo tenemos nosotros'. '¿Y cómo?', se preguntaron ellos. 'Recopilando todas las cuecas de nosotros', les respondió Claudio. Además le podemos agregar tres cuecas inéditas que tenemos a la espera de nuestro próximo álbum y algunas otras sorpresas más'. '¡Hecho!', dijeron ellos. Y aquí está, hoy día, en las tiendas.1

## Contenido
Aunque es una compilación, En El Bar-Restaurante también tiene temas inéditos. Se trata de los tres primeros tracks, "Me Encontré al Diablo", "Pololeo por Computer" y "Amores de Antes", canciones grabadas con ritmo de cueca, ritmo adaptado al particular estilo musical de Los Jaivas, aunque acercándose a la cueca chilena en su estructura estrictamente tradicional. Además, se incluyen temas en nuevas versiones, como ejecuciones en vivo de "La Conquistada" y "La Vida Mágica ¡Ay Sí!", y otra muy especial, de la última gira con Gabriel Parra en batería, ejecutando un solo en el ya clásico tema "La Quebrá Del Ají".
La portada del disco es un homenaje del pintor René Olivares, diseñador de todas las carátulas de la banda, al cómic chileno Condorito, y su creador Pepo, utilizando los colores tradicionales de la historieta.

## Datos

### Lista de temas
Letra, música y arreglos de todos los temas: Los Jaivas, excepto donde se indica
1. "Me Encontré al Diablo" — 2:59
2. "Pololeo por Computer" — 2:34
3. "Amores de Antes" — 2:12
  - Tracks 1, 2 y 3: Temas nuevos, grabados especialmente para esta producción.
  - Grabados en los estudios Mercadet, París, 1998. Ingeniero de grabación: Jean-Marc Dellavallé
4. "Violeta Ausente" (Violeta Parra) — 5:07
  - Original del disco Obras de Violeta Parra, 1984
5. "Gabriela" (Eduardo Parra, Los Jaivas) — 2:46
  - Original del disco Mamalluca, 1999
6. "La Vida Mágica, ¡Ay Sí! — 3:25
  - Original del disco Canción del Sur, 1977. 
  - Esta versión: En vivo en Shafterbury Theatre, Londres, Inglaterra, 1979. Ingeniero de grabación: Carlos Melo.
7. "La Quebrá del Ají" — 5:18
  - Original del disco La Ventana, 1972. 
  - Esta versión: En vivo en el Teatro Teletón, Santiago, abril de 1988. Grabada con la ayuda del estudio móvil de Radio Tiempo. Ingeniero de grabación: Fernando Baeza
8. "Cueca de los Refranes" — 1:58
  - Original del disco Palomita Blanca, 1973
9. "Date una Vuelta en el Aire" (Manduka, Los Jaivas) — 6:04
  - Arreglos: Los Jaivas, Florcita Motuda, Pablo Ugarte
  - Original del disco Los Sueños de América, 1974. Esta versión, regrabada con varios artistas, aparece en Trilogía: El Reencuentro, de 1997
10. "Desde un Barrial" — 5:25
  - Original del disco Aconcagua, 1982
11. "Cholito Pantalón Blanco" (Luis Abanto Morales) — 5:00
  - Original del disco Trilogía: El Reencuentro, 1997
12. "La Conquistada" — 7:52
  - Original del disco El Indio, 1975.
  - Esta versión: En vivo en el Teatro Monumental, Santiago, Chile, febrero de 1997. Ingeniero de grabación: Dominique Strabach.
13. "El Gavilán" (Violeta Parra) — 11:39
  - Original del disco Obras de Violeta Parra, 1984
14. "Pololeo por Computer (Bis)" — 2:17
  - Nueva ejecución del tema nº2 del disco

### Músicos
Los Jaivas
- Gato Alquinta: Voz, Guitarra eléctrica, Guitarra acústica, Charango, Quena, Flauta runrunera, Trutruca, Trompe, Coros, Palmas, Animaciones
- Claudio Parra: Piano, Clavinova digital Yamaha PF150, Sintetizadores Yamaha DX7, Chinchecordio, Acordeón, Tamborileo, Palmas, Coros
- Eduardo Parra: Teclados Korg 01/WFD, Yamaha DX7, Roland D70, Minimoog, Piano eléctrico Fender Rhodes, Pandereta, Voz de locutor, Coros, Animaciones
- Juanita Parra: Batería, Voz, Tormento, Bombo, Tamborileo, Palmas, Voz de robot, Coros, Animaciones
- Gabriel Parra: Batería, Voz, Bombo, Pájaros, Timbales cromáticos, Bombo sinfónico, Cascabeles, Trutruca, Coros
- Mario Mutis: Bajo, Voz, Guitarra acústica, Charango, Coros, Animaciones
- Julio Anderson: Bajo en "La Conquistada"
- Pájaro Canzani: Bajo y coros en "La Vida Mágica ¡Ay Sí!"
- Alberto Ledo: Charango y coros en "La Vida Mágica ¡Ay Sí!"
- Fernando Flores: Bajo y coros en "La Quebrá del Ají", Charango en "La Conquistada"

Invitados
- Mónica, Sandra, Verónica, Marcela, Marta, Juanita, Eduardo, Gato, Mario y Claudio: Comensales en "Me Encontré al Diablo", "Pololeo por Computer" y "Amores de Antes"
- Violeta Parra, Kenita, Juanita, Luz María, René, Gato y Mario: Transeúntes en "Violeta Ausente"
- Orquesta Sinfónica Nacional y Coro Sinfónico de la U. de Chile, director Pedro Sierra: Orquestación y coros en "Gabriela"
- Alejandro Parra: Pájaros en "La Vida Mágica ¡Ay Sí!"
- Florcita Motuda: Voz, Coros, Animación, Risas, Palmas, Vasos, Trutrucola y Tormento en "Date una Vuelta en el Aire"
- Pablo Ugarte: Voz, Coros, Rias, Palmas y Vasos en "Date una Vuelta en el Aire"
- Pierre Del Herbe: Palmas en "Date una Vuelta en el Aire"
- Carmen, Luna Díaz, María Ignacia Edwards: Coro femenino en "Date una Vuelta en el Aire
- Patricio Castillo: Tiple y quena en "Desde un Barrial"

### Personal
- Ingeniero de masterización y montaje: Joaquín García (Estudio Clío, Santiago, Chile, julio de 2000)
- Carátula y dibujos: René Olivares
- Fotografías: Bárbara Gallien, Juan Ignacio Valdivieso, Víctor Hugo Sepúlveda, Alverto Valín, Mario Vivado, Íñigo Santiago, Edmundo Lhorente, Matías Prado, Archivo de Los Jaivas

## Citas
- [1] El Mercurio de Valparaíso